# Chris Bart-Williams
Christopher Gerald McClellan „Chris“ Bart-Williams (* 16. Juni 1974 in Freetown, Sierra Leone; † 24. Juli 2023 in den Vereinigten Staaten) war ein englischer Fußballspieler. Der Mittelfeldspieler, der auch in defensiven Rollen eingesetzt werden konnte, war vor allem als englischer Erstligaspieler von Sheffield Wednesday, Nottingham Forest und Charlton Athletic bekannt.

## Sportlicher Werdegang

### Vereinsspielerkarriere
Geboren in Sierra Leone, wuchs Chris Bart-Williams im Londoner Norden auf und besuchte in Hornsey die Schule St. David's and St Katharine's. Hier fiel er auch erstmals im Fußball als Auswahlspieler aus und im Alter von gerade einmal 16 Jahren begann er seine Profikarriere bei Leyton Orient in der dritthöchsten englischen Spielklasse. Dort entwickelte er sich als offensiver Mittelfeldspieler zu einem der vielversprechendsten Talente im englischen Fußball und nach 36 Ligapartien und zwei Toren wechselte er für 275.000 Pfund Mitte November 1991 zum Erstligaaufsteiger Sheffield Wednesday. Sheffield war im Sommer zuvor in die erste Liga aufstiegen und hatte dazu den Ligapokal gewonnen.
Trotz seines jungen Alters eroberte er sich auf Anhieb in dem aufstrebenden Team einen Stammplatz und beim 5:2-Erfolg gegen den FC Southampton setzte er am 12. April 1993 in der Premier League mit einem Hattrick einen ersten sichtbaren Meilenstein in der Karriere. Kurz darauf wurde er im Endspiel des FA Cups jeweils in der Verlängerung gegen den FC Arsenal eingewechselt – sowohl beim 1:1-Remis in der ersten Partie für Chris Waddle als auch bei der 1:2-Niederlage im Wiederholungsspiel für Roland Nilsson. Darüber hinaus hatte er im UEFA-Pokal drei Begegnungen bestritten, war jedoch bereits in der zweiten Runde am 1. FC Kaiserslautern gescheitert. In der Saison 1993/94 erreichte Bart-Williams mit den „Owls“ das Halbfinale im Ligapokal und nach einem weiteren Jahr heuerte er für die Ablösesumme von 2,5 Millionen Pfund beim Ligakonkurrenten Nottingham Forest an. In dem Zeitraum zwischen 1992 und 1995 hatte er dazu 16 U-21-Länderspiele für England absolviert.
Bei Nottingham Forest verbrachte Bart-Williams gut sechseinhalb Jahre und wenngleich er zumeist als defensiv orientierter Mittelfeldspieler aufgeboten wurde, schoss er in insgesamt 245 Pflichtspielen 35 Tore. Er zeichnete sich durch Führungsstärke aus und führte die Mannschaft oft als Kapitän aufs Feld. Dazu offenbarte er sich als Spezialist für Freistöße und Elfmeter und war vereinsintern bester Torschütze in der Saison 2000/01 mit 15 Treffern. Die Mannschaftsleistungen von Nottingham Forest waren hingegen schwankend und nach dem Erstligaabstieg 1997 und der direkten Wiederkehr im Jahr darauf spielte Bart-Williams mit dem Klub ab 1999 nur noch in der zweiten Liga. Dies führte auch dazu, dass sich Nottingham Forest in die finanzielle Bredouille manövrierte und seine besseren Spieler verkaufen musste. Nachdem anfänglich Wechselangebote für Bart-Williams von Seiten des FC Southampton und Birmingham City abgelehnt worden waren, einigte man sich im Dezember 2001 auf einen Transfer zum Erstligisten Charlton Athletic. Hier wurde zunächst ein einmonatiges Leihgeschäft anvisiert, aber nach der festen Verpflichtung unterzeichnete der Neuzugang einen bis Mitte 2004 befristeten Vertrag.
Nach insgesamt 18 Pflichtspieleinsätzen für Charlton in der Saison 2002/03 lieh ihn der Verein dann jedoch im September 2003 an den Zweitligisten Ipswich Town aus und im Dezember 2003 einigten sich die Klubs auf einen fixen Transfer bis zum Ende der Spielzeit 2003/04. Anschließend wurde Bart-Williams freigestellt und er suchte fortan seine neuen fußballerischen Aufgaben außerhalb des englischen Fußballs. Diese lagen vor allem darin, mit Klubs aus „kleineren Fußballländern“ wie Zypern oder Malta, europäisch spielen zu wollen. Die jeweiligen Aufenthalte bei APOEL Nikosia in der Spielzeit 2004/05 sowie ab August 2005 für zwei Monate beim FC Marsaxlokk (obwohl für drei Jahre geplant) waren jedoch nur von kurzer Dauer.

### Traineraktivitäten
Im Anschluss an seine aktive Karriere zog Bart-Williams in den US-amerikanischen Staat Connecticut und arbeitete dort für die Profiliga Women’s Professional Soccer an der Seite von Tony DiCicco. Zu seinen Aufgaben zählten die Betreuung von Nachwuchsteams der Boston Breakers und der Reservemannschaft von SoccerPlus Connecticut. Dazu war er Assistent der Fußballabteilung der Quinnipiac University.
Zuletzt leitete er das Fußballunternehmen CBW Soccer Elite, das Trainingscamps anbietet und talentierte junge Athleten auf dem Weg in den College-Fußball begleitet und rekrutiert. Dazu war er Berater der Charlotte Soccer Academy und leitete das Nachwuchsprogramm der Gulliver School in Miami.

## Tod
Bart-Williams starb am 24. Juli 2023 im Alter von 49 Jahren in seiner US-amerikanischen Wahlheimat.